# Alzamiento militar de septiembre de 1958 en Venezuela
El alzamiento militar del 7 de septiembre de 1958 en Venezuela fue un movimiento ocurrido en Caracas en contra de la Junta de Gobierno del país presidida por Wolfgang Larrazábal, después del golpe de Estado el 23 de enero que derrocó al dictador Marcos Pérez Jiménez. El alzamiento no contó con el apoyo suficiente y fracasó. Sus participantes fueron sometidos a la justicia militar y algunos pidieron asilo en embajadas. 

## Antecedentes
Después del golpe de Estado el 23 de enero de 1958 en contra la dictadura de Marcos Pérez Jiménez y de que este abandonara el país, se constituye una Junta de Gobierno en Venezuela encabezada por el contralmirante Wolfgang Larrazábal. En sus primeros meses de gobierno, la Junta conforma una comisión investigadora de la conducta de los oficiales de la dictadura militar, que llevan a la confiscación del patrimonio de Pérez Jiménez. Se legalizan los partidos políticos, se anuncia la convocatoria a elecciones y líderes políticos exiliados regresan al país. En marzo se designó la Comisión Redactora del Estatuto Electoral, conformada por representantes de todas las fuerzas políticas nacionales.

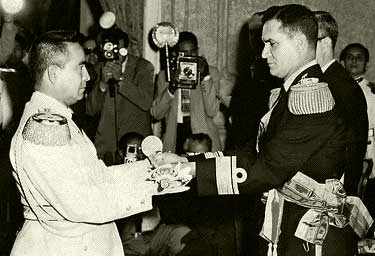
Jesús María Castro León y Wolfgang Larrazábal.

Durante este periodo, se presentan pugnas internos dentro de las Fuerzas Armadas: una encabezada por el coronel Hugo Trejo, quien no integró la Junta de Gobierno a pesar de haber sido un precursor en la rebelión en contra de Marcos Pérez Jiménez, y otra por el mismo ministro de la defensa, el general Jesús María Castro León, quien comienza a estar en desacuerdo con las decisiones de la Junta y abogaba por un deslinde completo entre los militares y los civiles. Hugo Trejo aceptó la posición como embajador de Venezuela en Costa Rica, pero Castro León continuó conspirando en contra del gobierno.
El 23 de julio inicia una crisis política cuando el ministro de la defensa entrega una serie de condiciones solicitadas por alrededor de un centenar de oficiales militares a la Junta de Gobierno. Entre las peticiones se encontraba la ilegalización nuevamente de Acción Democrática y el Partido Comunista de Venezuela, censura de prensa, el aplazamiento de las elecciones por tres años y la formación de un nuevo gobierno bajo la tutela de los militares. Los estudiantes y los partidos políticos se opusieron ante las peticiones, empezaron negociaciones, y Castro León tomó la decisión de dimitir del ministerio antes que enfrentar a sus seguidores con los del gobierno, y al día siguiente fue expulsado del país junto con un grupo de oficiales adeptos.

## Alzamiento
El 7 de septiembre de 1958 los tenientes coroneles Juan de Dios Moncada Vidal y José Hely Mendoza Méndez dirigen un alzamiento militar en Caracas. Los alzados tomaron las instalaciones del ministerio de la Defensa, el Destacamento de Policía Militar número 2, ubicado frente al Palacio de Miraflores, y algunas estaciones de radio. Contaron con el apoyo de la Guardia Nacional y de la Policía Militar de Caracas, pero creían tener el apoyo de otras guarniciones y unidades militares y el respaldo no era suficiente para el éxito del alzamiento. Al conocer sobre el alzamiento militar, miles de personas se apersonaron en el palacio presidencial para enfrentarse en contra de la rebelión. A su vez, el Comité Sindical Unificado Nacional anunció una huelga general indefinida y la toma de las calles de Caracas como respuesta. Se produjeron enfrentamientos desde las 8 de la mañana hasta las 4 de la tarde donde participaron civiles, quienes penetraron en el cuartel de la Policía Militar dos veces, un punto estratégico de los alzados. El alzamiento tuvo como saldo final 19 muertos y más de 100 heridos.
El mayor Luis Alberto Vivas Ramírez, participante en el alzamiento, expresó que los alzados deseaban expresar solidaridad con el grupo de oficiales que habían sido expulsados en julio, al igual que rechazo en contra de la Junta de Gobierno, "porque conducía al país al descalabro económico y a las Fuerzas Armadas a la división".

## Desenlace
La Junta de Gobierno actuó con mayor severidad contra el alzamiento que contra movimientos previos. Algunos de los alzados fueron detenidos y sometidos a la justicia militar, incluyendo a Mendoza Méndez, quien fue juzgado por rebelión. Otros militares buscaron refugio en embajadas.